# دروازه مزارشریف
دروازهٔ مزارشریف (به تاجیکی: дарвозаи мазори шариф به ازبکی: Mozori Sharif darvozasi) یک دروازه-دژ گمشده (امروزه چیزی از آن بجا نمانده) در بخارا است که در نیمهٔ دوم سدهٔ شانزدهم سال ۱۵۷۲ زیر فرمانروایی عبدالله خان دوم، در پایتخت آنزمان خانات بخارا ساخته‌شد. این دروازه در بخش خاوری دیوار بخارا جای داشته‌است و یکی از ۱۱ دروازهٔ بخارا بود که تاکنون این شهر به خود دیده‌است.
دروازه با دیوار شهر که در کنار آن جای داشت، زیر فرمانروایی شوروی در ۱۷ مه ۱۹۳۹ به بهانهٔ «پیشگیری از رفت‌وآمد عادی در شهر» ویران شدند.
این دروازه نام خود را از آرامگاه بهاءالدین نقشبند که در نزدیکی دروازه بود گرفته‌است این آرامگاه که هنوز هم زیارتگاه اصلی بخارا شمرده می‌شود، از سوی مردم بخارا خیلی دوست داشته می‌شود و زائران درون‌کشوری و برون‌کشوری و همچنین گردشگران فراوانی را سوی خود می‌کشاند.
به پیشنهاد فرمانروای شیبانی، امیر نصرالله (۱۸۲۷–۱۸۶۰)، جاده سنگفرشی که امروزه چیزی از آن نمانده‌است، میان دروازه و آرامگاه کشیده شد.
نزدیک دروازه مزارشریف، آغازگاه راه اصلی آب بخارا یعنی کانال شاهرود (سوی جنوب) و همچنین یک دفتر بازرسی که افزون بر دیگر امور کنترل آب بخارا را نیز بر دوش داشت دیده می‌شد. در آن نزدیکی یک ساختمان ویژه کنسول (ساخته شده در پایان سدهٔ نوزدهم با راهنمایی مهندسان روسی) و یک ایستگاه پستی و تلگرافی نیز جای داشته‌است.